# 珪肺

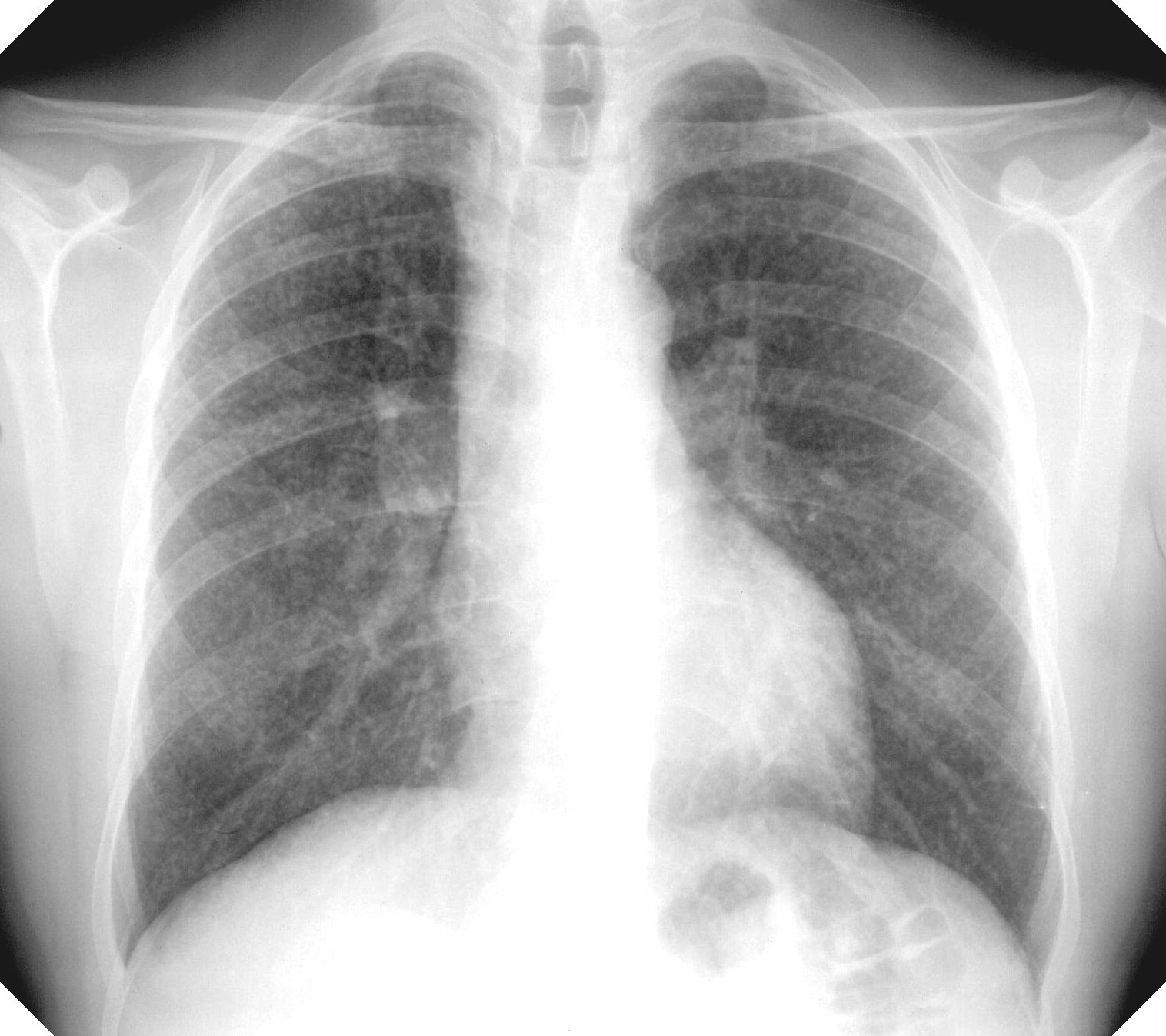
珪肺

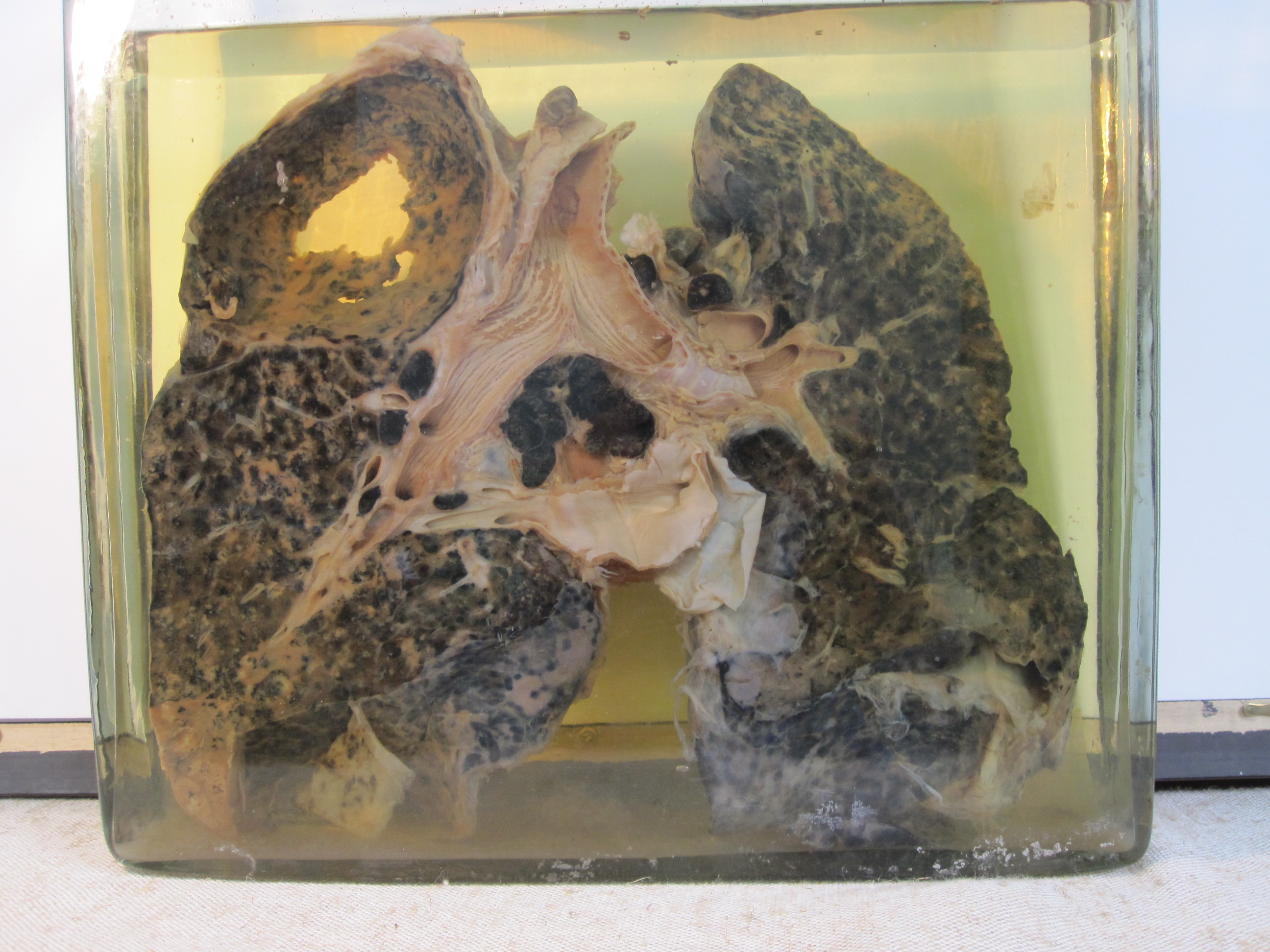

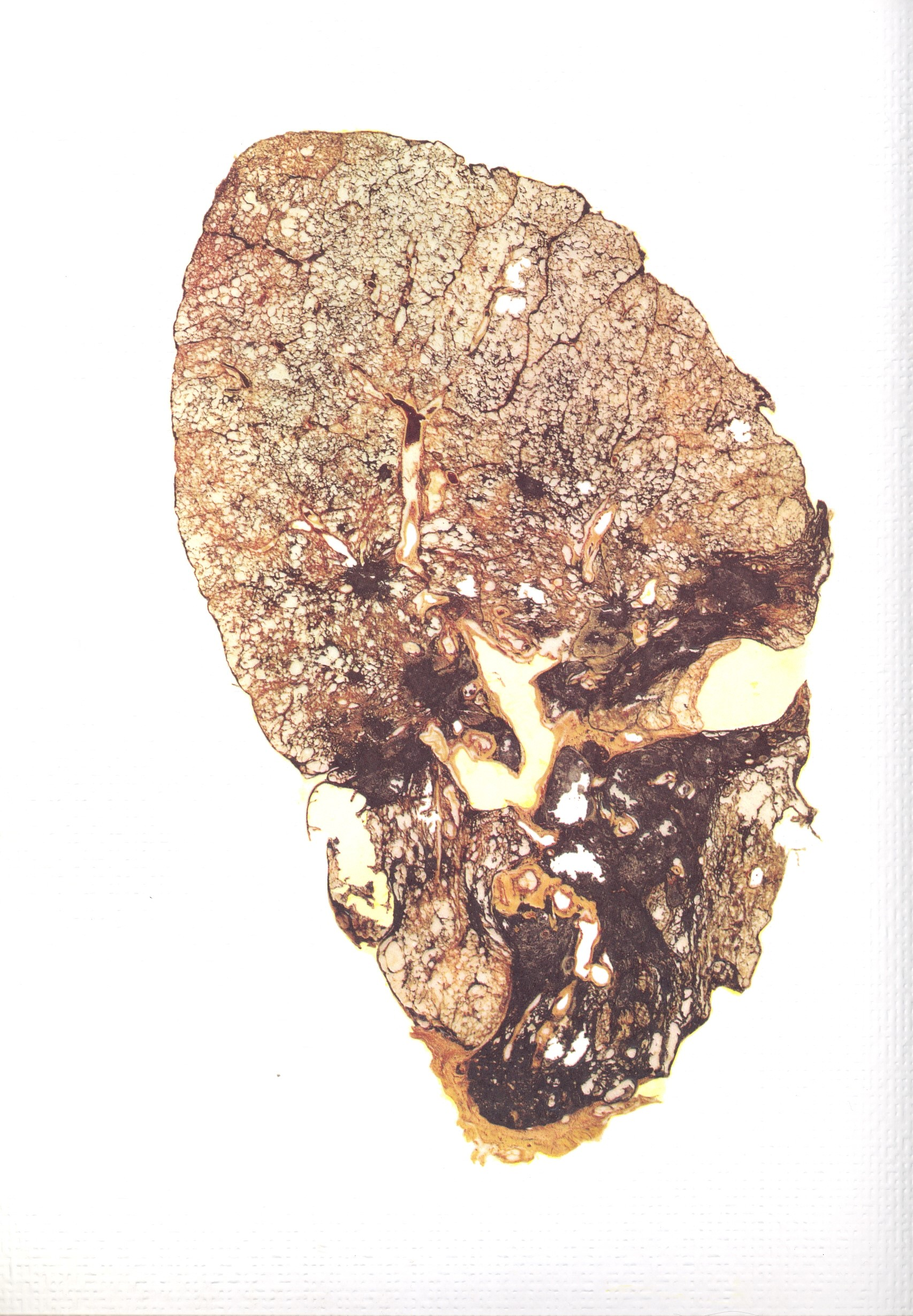

珪肺または硅肺（けいはい、Silicosis、Potter's rot）は、結晶シリカ（ケイ酸）粉塵を吸入することで生じる職業性肺疾患の一種で、結節をともなう肺上葉の炎症と瘢痕を特徴とする。塵肺の一種に分類される。珪肺症、硅肺症、珪粉症、硅粉症などともいう。古くは「よろけ」と呼ばれた。
特に急性のものは、呼吸困難・咳・発熱・チアノーゼを特徴とする。しばしば肺水腫、肺炎、結核と誤診されることがある。  
silicosis（ラテン語silex「火打石」より）という語は1870年にアキッレ・ヴィスコンティによって初めて用いられたが、粉塵を吸い込むと呼吸器に問題を起こすことは古代ギリシア・ローマ時代から知られていた。16世紀半ばにはゲオルク・アグリコラが粉塵吸入による鉱夫の肺病について記録しており、1713年にはベルナルディーノ・ラマッツィーニが、石切職人に気管支喘息様の症状がみられ、肺には砂のようなものがたまっていたと書き記している。産業機械の発達により、手作業の時代と比べ発生する粉塵の量は増大し、1897年の手持ち削岩機の使用開始と1904年頃のサンドブラスト導入は、ともに珪肺有病率増加の大きな要因となった。

## 分類
珪肺は、疾患の重症度（X線画像による診断を含む）、発症までの期間、進行の速さによって以下のように分類される。
慢性単純性珪肺（chronic simple silicosis）
通常、比較的低濃度のシリカ粉塵への長期（10年以上）曝露の結果、最初の曝露から一般的には10 - 30年後に発症する。最もよくみられるタイプの珪肺である。慢性単純性珪肺に罹患した患者は、特に初期のうちははっきりとした徴候や症状を示さないこともあるが、X線により異常が見つかることがある。慢性の咳や運動時の呼吸困難が一般的な所見である。慢性単純性珪肺ではX線画像により、通常丸みを帯びた多数の小陰影（直径10mm未満）が特に上肺部に顕著に認められる。
加速性珪肺（accelerated silicosis）
高濃度のシリカ粉塵に最初に曝露してから5 - 10年後に生じる珪肺。症状やX線所見は慢性単純性珪肺に似ているが、発症は慢性単純性珪肺より早く、進行も早い傾向にある。加速性珪肺の患者は進行性塊状線維症（PMF）などの合併症のリスクが大きい。
複雑性珪肺（complicated silicosis）
進行性塊状線維症（PMF）が重症化、瘢痕化すると複雑性珪肺となる。集合珪肺（conglomerate silicosis）ともいう。複雑性珪肺では微細結節が徐々に癒合し1cm以上の大きさになる。単純性珪肺と比べPMFは重症化し、より深刻な呼吸障害を伴う。結核、非結核性抗酸菌症、真菌症、ある種の自己免疫疾患、肺癌など他の肺疾患によって複雑性珪肺になることもある。複雑性珪肺は慢性珪肺よりも加速性珪肺に多くみられる。
急性珪肺（acute silicosis）
高濃度の吸入性シリカ粉塵に曝露後、数週間から5年で発症する。シリカ蛋白症（silicoproteinosis）とも呼ばれる。急性珪肺の症状として、身体への影響が深刻な重症の息切れ、咳、衰弱、体重減少がより短期間であらわれ、ときに死に至る。X線画像は通常、スリガラス様陰影の気管支含気像を伴うびまん性肺胞充満を認め、肺炎、肺水腫、肺胞出血、肺胞細胞肺癌に似る。

## 徴候と症状
慢性珪肺の進行は緩慢なため、曝露から徴候や症状の発現までには数年かかることもある。徴候・症状には以下のものがある。
- 呼吸困難：激しい運動によってさらに悪化
- 多くは持続性でときに重度の咳
- 疲労
- 頻呼吸：多くは努力性呼吸
- 食欲不振と体重減少
- 胸痛
- 発熱
- 爪のひび割れ：はじめは小さく黒いひびができ、爪床部の蛋白繊維破壊に伴って徐々に拡大する

進行例では以下の症状がみられることがある
- チアノーゼ
- 肺性心（右心室の心疾患）
- 呼吸不全

珪肺患者には特に珪肺結核と呼ばれる結核感染が起きやすく、発症率は通常の3倍になる。リスク増大の理由についてはよくわかっていないが、シリカが肺のマクロファージを傷つけることで、マイコバクテリウム属を殺傷する能力を損なうのではないかと考えられている。長期にわたってシリカ曝露を受けた労働者で珪肺には罹患していない者の結核感染リスクは、通常の3～5倍の高さを示す。
珪肺に合併する肺疾患にはほかに気流制限を伴う慢性気管支炎（喫煙によるものとの鑑別は困難）、非結核性マイコバクテリウム感染症、肺真菌症、代償性気腫、気胸などがある。特に急性珪肺、加速性珪肺において、腎炎、全身性強皮症、全身性エリテマトーデスなどの自己免疫疾患と珪肺との関連性を示すデータもある。
1996年、国際がん研究機関（IARC）により医学データの検討が行われ、結晶シリカは「ヒトに対して発癌性がある」物質に分類された。癌の発症リスクは、珪肺を基礎疾患に持ち、肺癌の相対リスクが2～4倍の患者においてもっとも高かった。このことはのちに発表された数多くの研究によって確認されている。2006年、Pelucchi らは「珪肺と癌の関連性はここに確立された。これは他の研究やメタアナリシスの結果とも一致する」と結論づけた。

## 病態生理
シリカの粉塵微粒子を吸い込むと、粉塵微粒子は肺の中で酸素と二酸化炭素の交換が行われる肺胞や気管深くに沈着することがあり、その場合肺は痰や咳のかたちで粉塵を排出することができない。 
シリカ粉塵の微粒子が肺に沈着すると、粉塵粒子を貪食するマクロファージが腫瘍壊死因子、インターロイキン-1、ロイコトリエンB4などのサイトカインを放出することで炎症反応を引き起こす。マクロファージはまた線維芽細胞を刺激して増殖させ、シリカ粒子のまわりにコラーゲン層を形成し、その結果線維症が生じ、また結節性病変が形成される。結晶シリカの炎症作用はNalp3インフラマソームが仲介しているとみられる。
さらにケイ素粉塵表面からケイ素化合物のラジカルが生成され、そこからヒドロキシ基、酸素ラジカル、過酸化水素が生産される。これらは周辺細胞を損傷する。
結節性珪肺に特徴的な肺の組織病理としては、中心部がコラーゲン繊維によりタマネギの皮様に球状の層を成した繊維性結節、中央部の硝子化、細胞周辺帯における偏光下で弱い複屈折を示す粒子の存在などが挙げられる。珪肺結節は結晶シリカに曝露した組織特有の反応である。急性珪肺では、顕微鏡検査によりPAS染色陽性の肺胞内浸出液と肺胞壁の細胞浸潤が認められる。

### シリカ
ケイ素は地殻中で2番目に多い元素である（もっとも多いのは酸素）。化合物としてのシリカ、つまり二酸化ケイ素（SiO2）はケイ素原子と酸素原子が結合してできる。酸素とケイ素は地球を構成する元素の約75％を占めるため、シリカは非常に一般的な化合物である。大理石、砂岩、燧石、粘板岩などの岩石やある種の金属鉱石に含まれ、砂の主要成分であることが多い。また土壌、モルタル、石膏、砂利中にも存在する。これら物質の切断、破壊、粉砕、穿孔、研磨、ショット・ブラストにより微細なシリカ粉塵が発生する。
シリカは結晶(質)、微晶質（もしくは隠微晶質、潜晶質）、非晶質（アモルファス）の3つの形態をとる。遊離シリカは他の成分と結合しない純粋な二酸化ケイ素でできているが、ケイ酸塩（たとえば滑石、石綿、雲母）は SiO2 にかなりの比率の陽イオンが結合したものである。
- 結晶質シリカは多形性を示し、形成温度により7種の異なる結晶形をとる。主要な結晶形は石英、クリストバライト、鱗珪石の3つである。石英はアルファ型とベータ型に分かれる。自然界では大部分がアルファ型石英で、アルファ型石英は大量の結晶質シリカを含む。石英は長石に次いで地球上で2番目に多くみられる鉱物である[11]。

- 微晶質シリカは微細な石英結晶に非晶質シリカが結合したものである。燧石やチャートがこれにあたる。

- 非晶質シリカ(アモルファスシリカ)は、珪藻の殻よりなる珪藻土と、加熱された結晶シリカが急速冷却されてできたガラス質シリカが成分である。アモルファスシリカは結晶シリカほど毒性は強くないが、生物不活性ではなく、また珪藻土は熱すると鱗珪石やクリストバライトに転換する。

シリカ粉はSiO2を細かく砕いて不純物を取り除いたものである。シリカ粉は光沢剤、緩衝剤、体質顔料、研磨剤、化粧品の充填剤に用いられている。シリカ粉は急性珪肺を含めあらゆるタイプの珪肺の原因物質になると考えられている。
珪肺は、アルファ型石英、クリストバライト、鱗珪石の結晶質シリカを含む微細な（直径10マイクロメートル未満）吸入性粉塵の肺への吸入・沈着によって起こる。

## 診断
珪肺の診断には重要なポイントが3つある。第1に疾患を引き起こすのに十分な量のシリカ粉塵曝露が患者の生活歴にみられること、第2に胸部画像（通常はX線画像）に珪肺に一致する所見がみられること、第3に珪肺以上に身体異常を引き起こす可能性の高い他の基礎疾患がないことである。複雑性珪肺でないかぎり身体診察は通常あまり重要ではなく、身体所見も珪肺特有のものは存在しない。肺機能検査で気流制限、拘束性障害、拡散能の低下、またそれらの複合障害を示すことがあるが、（特に複雑性珪肺でない場合は）正常な検査結果を示すこともある。多くの症例では組織生検は不要だが、一部の症例では、主として他の疾患の可能性を排除する目的で組織生検が必要となる場合がある。
複雑性でない珪肺では、胸部X線検査で肺、特に上肺部に小さな（ 10mm 未満）結節の存在が確認される。ILO の分類を用いれば、陰影密度 1/0 以上、および 形状/サイズ "p"、"q"、"r"にあたる。肺部の病変は疾患の進行にともない拡大する。進行例では、特に上肺部において、小陰影が癒合してできた大陰影（1cmを超える）がみられる。肺繊維の収縮にともない代償性肺気腫の発症をみる。肺門の拡大は慢性珪肺、加速性珪肺では一般的である。症例の約 5～10% で、結節の周縁が石灰化し、いわゆる卵殻状石灰化を呈する。ただしこの所見のみをもって珪肺と診断することはできない。症例によっては肺結節全体が石灰化することもある。
コンピュータ断層撮影（CTスキャン）でも肺の詳細なモード分析が得られ、珪肺に随伴するマイコバクテリウム感染によって生じた肺の空洞を示すことがある。

## 予防
珪肺の最善の予防法は、吸入性結晶シリカ粉塵が発生する業務を特定し、粉塵の除去や管理を行うことである（一次予防）。粉塵発生の多い場所では撒水かしばしば活用される。乾式エアフィルターによる粉塵管理も有効である。
インド・ラクナウでの工場作業員の体験をもとにラットで実験を行ったところ、インドに古くから伝わるジャガリー（ジャグリー、jaggery）という砂糖に、粉塵や煤煙による肺疾患を予防する可能性のあることがわかった。

## 治療
珪肺は不可逆的に進行する疾患であり、完治のための治療法はない。現時点では、治療は症状の緩和と合併症の予防に重点を置く。
- いま以上のシリカ曝露を止め、喫煙など肺を刺激する行為もやめる。
- 鎮咳去痰薬。
- 肺への細菌感染予防として抗生物質。
- ツベルクリン検査陽性、IGRA検査陽性の者には結核の予防処置。
- 結核発症者には長期間の抗結核療法（多剤投与）。
- 気管支の粘液排出を促す胸部理学療法。
- 低酸素症の患者には治療のため酸素投与。
- 呼吸促進のため気管支拡張剤。
- 損傷した肺繊維に代えて肺移植を行うことはもっとも効果的な治療法だが、同時に重度のリスクもともなう。
- 急性珪肺患者では、肺の全洗浄（気管支肺胞洗浄 Bronchoalveolar lavage 参照）で症状が緩和することがあるが、全死亡率低下にはつながらない。

以下のような実験的治療も行われている。
- アルミニウム粉末、D-ペニシラミン、ポリビニルピリジン-N-オキシドの吸入。
- 副腎皮質ホルモン療法。
- 植物抽出物のテトランドリン（tetrandrine）により珪肺の進行が緩和する可能性がある[13]。

## 疫学

### 職業性珪肺
珪肺は世界でもっとも広くみられる職業性肺疾患であり、世界各地で発生しているが、特に途上国に多い。中国では、1991年から1995年まで、珪肺により毎年2万4000人以上が死亡したと報告されている。米国では、100万から200万人の労働者が結晶シリカ粉塵への職業性曝露を受けており、うち5万9000人が生涯のいずれかの時点で珪肺を発症するものと推定されている。
米国疾病予防管理センター（CDC）のデータによると、米国における珪肺は比較的まれである。珪肺による死亡は1968年から1999年の間に84%減少し、1999年には珪肺を直接・間接の死因とする死者は187名のみであった。なお、ミシガン州、ニュージャージー州、オハイオ州における珪肺の症例には産業・職業と強い相関がみられる。
珪肺は数百年前から知られた疾患であるが、鉱業の機械化により、空気削岩機による鉱山の削岩や、多くはなかったものの発破による採鉱なども行われ、岩粉の大量発生による珪肺患者の多発につながった。米国では1930年、ウェストバージニア州ゴーリーブリッジ（Gauley Bridge）に近いホークスネストトンネルの工事によって珪肺が蔓延し、少なくとも400名の作業員が死亡した。死者の数は米国南部出身のアフリカ系臨時作業員を中心にゆうに1000名を超えるとする文献もあるが、発症した作業員は解雇され現地を離れたため、正確な死亡数の把握は困難である。このホークス・ネストトンネル災害は米国最大の産業災害として知られ、このときの珪肺蔓延がきっかけで、できるかぎり粉塵吸入を避けようと、いわゆる「鉱夫ひげ」を生やす者も現れた。
大麻常用者ではシリカに汚染された大麻の吸引によって珪肺を発病するとする説もあるが、この説を支持する科学的データはない。
土壌中のシリカ含有量が高く、砂塵嵐の多い地域では、シリカへの環境曝露による慢性単純性珪肺の発生が報告されている。
乾式法による採掘の結果、粉塵発生とそれによる珪肺発症により廃墟と化した場所にネバダ州デラマー（Delamar）の採掘場がある。珪肺で多数の死者を出したデラマーは「後家生み町（The Widowmaker）」とも呼ばれた。作業環境は、ドリルにノズルをとりつけ、採鉱時にノズルから霧状の水を出し、作業時に発生する粉塵を泥状にすることである程度の改善をみたが、同時に採鉱作業の非能率化にもつながった。
珪肺は、鉱業、サンドブラスト、採石、セラミックス鋳造、研磨、石材加工、耐火レンガ焼成、墓石業、窯業など、シリカ粉塵への業務曝露が起こりうる職業の労働者にとっては労働災害である。結晶シリカ粉塵への一時的ないし短時間の曝露では臨床的に有意な肺疾患は生じないとされている。
粉塵マスクなどの予防策により西洋諸国での珪肺死亡率は一定の減少をみた。途上国では労働条件が悪く、マスク等の装備もほとんど用いられていない。一例として、ボリビア・ポトシにおける銀山鉱夫の平均寿命は、珪肺のため40歳前後にとどまっている。
近年、トルコにおけるデニムのサンドブラスト加工所で、常態化した劣悪な労働環境から珪肺が発生し、デニムのサンドブラスト加工も新たに珪肺の原因と認められた。
珪肺は、クリストバライトを含むカリフォルニア州の土壌から出た粉塵を吸入したウマにもみられる。
社会リアリズム画家のノエル・クーニハン（Noel Counihan）は連作『鉱夫』（1947年、リノリウム版画）で、1940年代にオーストラリアの鉱山で働き珪肺にかかって死んでゆく労働者を描いた。

### 砂漠肺疾患
砂漠地帯では砂塵への長期曝露により非職業性の珪肺が発生するとされ、サハラ砂漠、リビア砂漠、ネゲヴでの症例が報告されている。この種の珪肺は砂塵の肺への沈着によって起きる。湾岸戦争後に初めて診断された疾患にアル・アスカン病（Al Eskan disease）があり、微生物抗原を含んだ砂塵への曝露によって発症すると考えられているが、砂漠肺疾患はこのアル・アスカン病と関連している可能性がある。シリカ粒子およびシリカ粒子に媒介された微生物が、こうした健康被害にどの程度影響しているかは不明である。

## ことば

### ニューモノウルトラマイクロスコーピックシリコヴォルケーノコニオシス
ニューモノウルトラマイクロスコーピックシリコヴォルケーノコニオシス（pneumonoultramicroscopicsilicovolcanoconiosis）は、オックスフォード英語辞典によれば、"a factitious word alleged to mean 'a lung disease caused by the inhalation of very fine silica dust, causing inflammation in the lungs.'"（「肺の炎症を引き起こす非常に微細なシリカ粉塵の吸入によって生じる肺の疾患」を意味するとされる造語）である。この定義を満たす疾患は通常珪肺と呼ばれており、この語は主として長大語の例に挙げられるだけの語である。もっとも長い英単語として作られたアルファベット45文字からなる造語で、現行のいくつかの辞書に掲載されている。これまでに英語辞書に掲載された語としては最長である。

## 日本での立法
全日本金属鉱山労働組合により、対策法案の立法措置が求められ、1950年2月に、けい肺病法案が労働省で作成されたが、国会には提出されなかった。1951年に保守革新の85名の国会議員が参加した「国会けい肺対策委員会」が設立、1954年5月に政府が次期国会に法案提出を言明したが、1955年に第5次吉田内閣が総辞職して、第1次鳩山一郎内閣が誕生すると、決定は白紙に戻された。1955年、「けい肺及び外傷性せき髄障害に関する特別保護法」法案が衆議院に提出され、同年9月から施行された。